# Emira Rodríguez
Emira Rodríguez (Porlamar, Isla de Margarita, Venezuela, 13 de enero de 1929-16 de febrero de 2017) fue una poeta, narradora, pintora y artesana venezolana.

## Biografía
A temprana edad se traslada a Italia, donde reside durante un largo período de su vida. Comienza a escribir a escondidas de su primer esposo. De regreso a Venezuela, en 1963, trabaja en la revista Zona Franca como administradora.
En 1967 se casa con el poeta, ensayista, folklorólogo y crítico literario Juan Liscano.
A partir de 1970, después de un viaje por España, comienza a publicar poemas y relatos en las revistas españolas Cuadernos Hispanoamericanos, Papeles de Son Armadans y otras publicaciones venezolanas. Es hermana del narrador Renato Rodríguez. Actualmente vive en Porlamar.

## Poemarios publicados
- Relaciones. Cuadernos Hispanoamericanos, 1971. (Plaquette de poemas posteriormente incluidos en La casa de Alto)

- La casa de Alto. Caracas: Tiempo Nuevo, 1972. (Reeditado en Fondo para el Desarrollo de Nueva Esparta, 1986 y Alcaldía de Porlamar, 1991)

- Malencuentro, pero tenía otros nombres. Caracas: Monte Ávila, 1975. (Reeditado en 2008 por la Fundación Editorial El Perro y La Rana)

- Como sueños ajenos. La Asunción: Fondo Editorial Biblioteca del Estado Nueva Esparta, 2001.

## Sobre su obra
Resultan escasos los textos críticos sobre la poesía de Emira Rodríguez. Juan Liscano menciona que el único comentario que recibió Malencuentro… al momento de su publicación fue por parte del poeta Luis Alberto Crespo (En Lecturas de poetas y poesía. p. 138). Pero también el ensayista y poeta argentino Manuel Ruano escribió una reseña de este libro en el momento de su aparición para el "Papel Literario" del diario caraqueño El Nacional.
La audacia verbal de los poemas de Malencuentro... de Emira Rodríguez ha sido adjudicada a filiaciones surrealistas o la influencia del poeta venezolano nacido en Guanape, estado Anzoátegui, Rafael José Muñoz (1928-1981). Los poemas de este libro, según Julio Miranda en Poesía en el espejo, intentan desprenderse de la lógica lineal, narrativa, para instaurar una “lógica onírica” (p. 38). Ana Teresa Torres y Yolanda Pantin, en la antología El hilo de la voz, dijeron sobre su obra:
Un caso muy especial es la poesía de Emira Rodríguez (1929-), difícilmente clasificable dentro de las tendencias descritas. Generacionalmente anterior a la mayor parte de las autoras mencionadas, publica sus dos poemarios en la década de los setenta. Malencuentro pero tenía otros nombres (1975) es un libro que pareciera abrir líneas de continuidad con proposiciones igualmente radicales en poemarios muy posteriores de Laura Cracco (1959-) y Manon Kübler (1961-). En una primera lectura se ofrece como una versión extrema de los mitos de creación del Nuevo Mundo. En todo caso, se trata, ciertamente, de un texto adánico con expresas influencias del movimiento surrealista, y especialmente del poeta venezolano Rafael José Muñoz, a quien dedica, por cierto, uno de los textos más delirantes. Emira Rodríguez inaugura, al nombrarlo, un “nuevo mundo” verbal. Así es ella también –utilizando su expresión- una “transformadora” del discurso que expone su alucinada mirada. Pero, en la medida en que el poemario avanza, se va haciendo menos hermético, como si en el proceso de su escritura, la autora se hubiese aligerado del peso de sus mitos personales y fantasmas, de los miedos y deseos a los que el aluvión de su lenguaje había dado tan perturbadora consistencia. Después de ese sostenido esfuerzo de la imaginación, pareciera, también, haber quedado vacía de sí, al punto que, en el último poema, pide, como si se tratara de una oración, y no tuviera nada más que ofrecer, “danos un rostro danos”.
En Emira Rodríguez, como en Mariela Álvarez, Yolanda Capriles, Mary Guerrero, y quizá en Manon Kübler, cuya poesía comentaremos más adelante, encontramos lo que podrían llamarse rarezas usuales, valga el oxímoron. No es infrecuente en la literatura venezolana, y menos en la producida por mujeres, que aparezcan nombres que inauguran sensibilidades, tratamientos, problemáticas, en breves obras o escasas publicaciones que, por distintas circunstancias editoriales y vicisitudes personales, desaparecen luego de la escena, dejando lo que podría considerarse una escritura incompleta en su desarrollo pero también un importante legado de creación y una prefiguración de nuevas estéticas'' (p. 102).